# Palazzo San Giuliano
Il palazzo Sangiuliano è situato in piazza dell'Università a Catania, di fronte alla sede dell'Università. Ospita gli uffici amministrativi dell'Università degli Studi di Catania.

## Storia
Il palazzo è sito nell'area della fera lunaris, cioè la zona dove prima del terremoto del Val di Noto del 1693 si teneva il mercato del lunedì. Prima del sisma, vi era iniziata la costruzione del nuovo Collegio dei Gesuiti, ma dopo di esso non fu più possibile procedere a causa della contrarietà sia dai padri del convento di Santa Caterina, sia delle monache del monastero di Sant'Agata, per il timore di sguardi indiscreti, sia dall'Università, nonostante la speranza dei Gesuiti che gli studenti potessero fruire tanto della cultura quanto della religione. Il collegio dovette quindi ripiegare e ricostruire nella sede del collegio antico, acquisendo dei terreni di proprietà della famiglia Asmundo. Antonino Paternò Castello barone di Mandrascate, che nel 1693 aveva sposato Giulia Asmundo, chiese e ottenne dalla Regia Curia l'assegnazione del terreno di proprietà dei Gesuiti nella fera lunaris, con le case diroccate e poi ricostruite che vi sorgevano, in virtù di crediti vantati nei confronti del collegio. Inoltre, nel 1702 Antonino Paternò Castello ottenne, grazie alla discendenza della moglie, il titolo di primo marchese di San Giuliano della famiglia Paternò Castello.
Avendo già acquistato nel 1731 forniture di calce e rena rossa, il primogenito di Asmundo, Orazio Paternò Castello e Asmundo secondo marchese di san Giuliano, decise nel 1735 di costruire il suo grande palazzo e incaricò l'architetto e abate Giovanni Battista Vaccarini di redigere il progetto. I lavori vennero avviati il 20 dicembre 1738 quando Orazio, divenuto capitano di giustizia della città, li affidò a Domenico Battaglia e Ignazio Boscarino. La costruzione del "Quarto di Levante" fu ultimata il 17 novembre 1741, ma i lavori proseguirono con l'acquisto e la demolizione di ulteriori case nella contrada dell'Ogninella. Il portale fu progettato nel 1745 da Vaccarini, col riutilizzo di colonne di marmo, ritenute di epoca classica, del monastero della Santissima Trinità e della Cattedrale, mentre nel 1746 furono avviati i lavori per l'ala di levante con l'acquisto di ulteriori terreni. Dal 1747 al 1750 i lavori furono sospesi per l'allontanamento di Vaccarini, trasferitosi a Palermo, che aveva completato solo il piano terra e il piano ammezzato. A sostituirlo fu chiamato dal 1751 fino alla sua morte nel 1764 Giuseppe Palazzotto, che si limitò a seguire il progetto di Vaccarini intervenendo solo per completare alcuni dettagli. I lavori ripresero nel 1768 con Stefano Ittar, sempre seguendo il progetto di Vaccarini, e si conclusero nel 1774. Nel frattempo, a Orazio, morto nel 1770, era subentrato il primogenito Antonino, suo erede universale.
Alla conclusione dei lavori, il palazzo presentava a nord un piano terra, un piano ammezzato con balconcini, il piano nobile e l'ultimo piano, mentre il corpo sud presentava esclusivamente il piano terra e il primo piano e quello est solo tre piani. Al piano terra il palazzo presentava a nord la cantina, a sud le stalle e il magazzino, a ovest le botteghe, che venivano affittate, come di consueto, agli artigiani locali. Al primo piano si collocavano le stanze al di sopra delle botteghe dette intrasoli, con affaccio sull'esterno, e gli uffici del marchese, mentre il secondo piano era diviso in due quarti, uno a ovest dedicato al marchese e uno a est dedicato al primogenito. Il marchese riuscì inoltre ad evitare che il nuovo campanile della chiesa dell'Ogninella venisse collocato di fronte alle sue camere da letto.
Nel 1863 una ristrutturazione aggiunse i due piani mancanti nel corpo sud e rese abitabile il sottotetto, oltre a livellare il fondo stradale come fatto in Piazza Università e in via San Giuliano, ricavando così un piano ulteriore a est. Nel 1885 Antonino Paternò Castello, già sindaco di Catania e poi senatore e ministro del Regno d'Italia, ereditò il palazzo da suo padre e vi ospitò diversi illustri personaggi, le cui visite sono ricordate dalle lapidi affisse all'ingresso: nel 1880 Carlo Ludovico d'Asburgo-Lorena e sua moglie Maria Teresa; nel 1881 il re Umberto I con la regina Margherita e il principe Vittorio Emanuele; nel 1909 Edoardo VII del Regno Unito e consorte, nonché la zarina Aleksandra Fëdorovna Romanova.
Non vivendo a Catania e quindi non avendo bisogno di abitare nel palazzo, Antonino Paternò Castello poté trasformare la cantina a nord in un teatro, rendendo porte le preesistenti finestre: si trattava del Teatro Machiavelli, fondato da Angelo Grasso e costruito in legno, con una capacità di 600 spettatori. Al Machiavelli mosse i primi passi sul palcoscenico il figlio del fondatore, Giovanni, e vi recitava l'attore catanese Angelo Musco. Il piano ammezzato e la mansarda vennero invece destinati al Grand Hotel Central de la Couronne, poi Hotel Bristol, con una capacità di 60 camere. Tra fine '800 e inizio '900 le facciate su tutti i lati andarono incontro a diverse trasformazioni.
Nel 1914 il Credito Italiano prese in affitto delle aree del palazzo, per poi acquistarlo interamente nel 1918 dagli eredi del marchese, costretti a vendere perché indebitati, per l'importo di 1.270.000 lire. È proprio ad opera del Credito Italiano l'attuale balaustrata che corona il tetto, inserita nel 1934. Il palazzo fu poi affittato all'Università degli Studi di Catania il 2 novembre 1967, che lo acquisì il 1º ottobre 1980 e sostituì la scritta sulla balaustra. Attualmente è impiegato come sede degli uffici amministrativi dell'università.

## Descrizione
Di particolare interesse è il partito centrale con il maestoso portone e la tribuna d'onore soprastante, di sicura ideazione vaccariniana. Costruito con vari marmi policromi, il portone è fiancheggiato da due colonne di marmo. Al culmine dell'arco è posto un doppio stemma, a sinistra dei Paternò Castello, committenti del palazzo, a destra quello degli Asmundo. Dello stesso Vaccarini è l'invenzione dell'originale scalinata a due rampe con portico a colonne posto in fondo alla corte interna in asse con il portone.